# Paphiopedilum armeniacum
Paphiopedilum armeniacum (возможные русские названия: Пафиопедилюм абрикосоподобный, или Пафиопедилум абрикосовый) — многолетнее наземное трявянистое растение семейства Орхидные.

## Синонимы
По данным Королевских ботанических садов в Кью:
- Paphiopedilum armeniacum var. mark-fun Fowlie, 1983
- Paphiopedilum armeniacum var. markii O.Gruss, 1997
- Paphiopedilum armeniacum f. markii (O.Gruss) Braem in G.J.Braem, 1998
- Paphiopedilum armeniacum var. parviflorum Z.J.Liu & J.Yong Zhang, 2001
- Paphiopedilum armeniacum var. undulatum Z.J.Liu & J.Yong Zhang, 2001

## Этимология
Видовое название «armeniacum» образовано от латинского названия абрикоса — armeniáca. Такое названия объясняется тем что абрикосы получили распространение в Европе из Армении. Цветы всех известных растений лимонно-жёлтого цвета. Вид не имеет устоявшегося русского названия, в русскоязычных источниках обычно используется научное название Paphiopedilum armeniacum.

## История описания
Впервые обнаружен Лю Чен в провинции Юньнань (Китай) в 1979 году. 
 Некоторое время предполагали, что Paph. armeniacum может быть естественной разновидностью Paphiopedilum delenatii. 
 После того, как ботаникам стало доступно большее количество экземпляров, в 1982 году Paph. armeniacum описали, как новый вид.

## Природныеразновидности
По данным Королевских ботанических садов в Кью зарегистрированных разновидностей не имеет.
- Paphiopedilum armeniacum fma. markii[6] — форма имеет чисто-жёлтый цветок без красного мазка на стаминодии и у неё нет крапа внутри губы.

## Биологическое описание
Побег симподиального типа. 

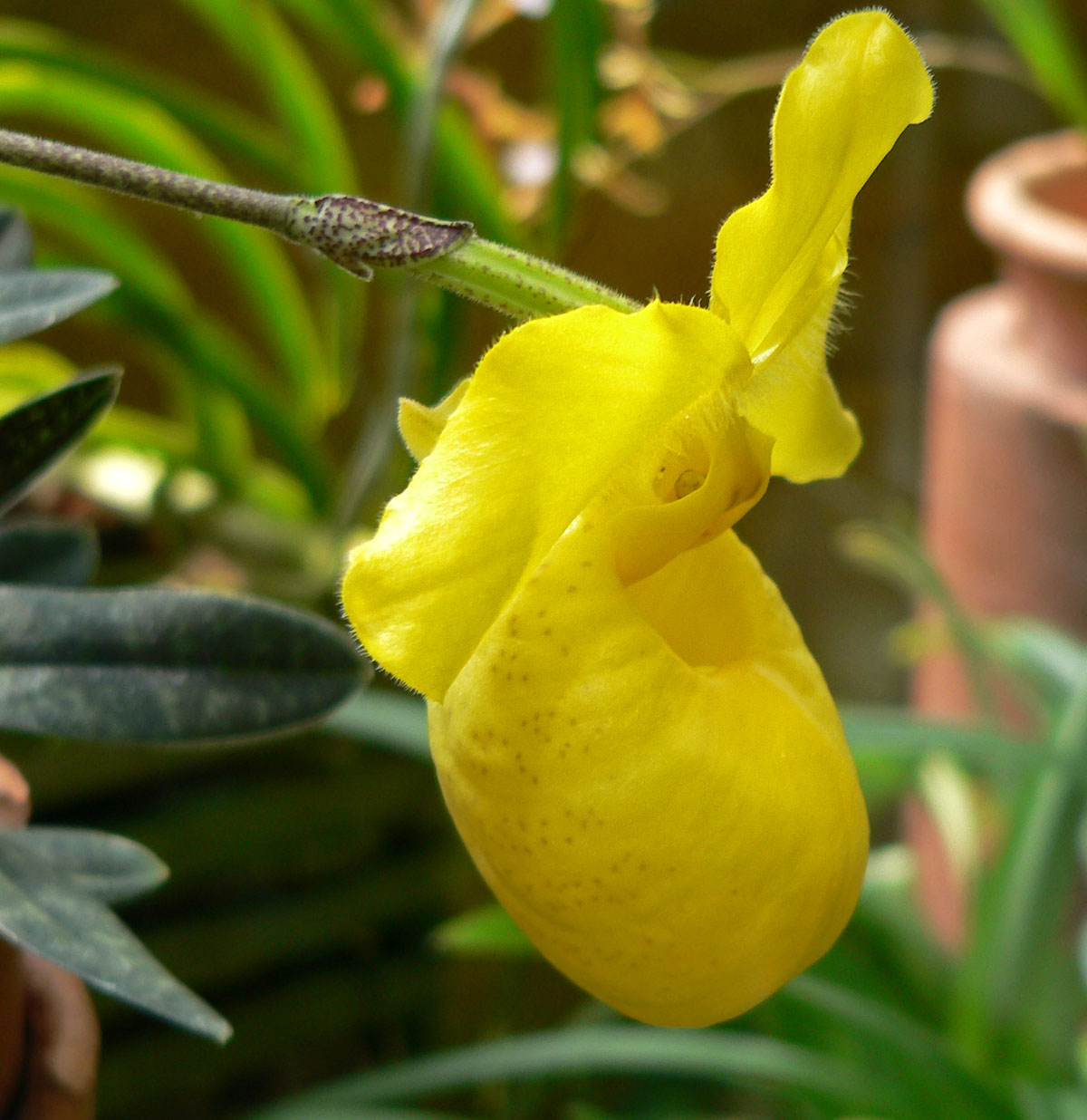

Стебель практически полностью скрыт основаниями 5—7 листьев. 

Ризома удлиненная, розетки расположены на расстоянии до 15 см друг от друга. 

Листья 6—15 см в длину, 1—2,5 см в ширину, пестрые, с темно-зелеными пятнами по более светлому зелено-голубоватому фону. 

Цветонос одиночный, зеленый, опушеный, одноцветковый, до 23—26 см высотой.

Цветок ярко-жёлтый, 6—11 см в диаметре. Стаминодий красноватый.
Хромосомы: 2n=26.

## Ареал, экологические особенности
Китай (западная часть провинции Юньнань). 
 Растения найдены на известняковых холмах и скалах в лесах между реками Салуин и Меконг, вблизи границы с Бирмой (26,5 ° с.ш.). На высотах до 2000 метров над уровнем моря.
В местах естественного произрастания были зарегистрированы экстремальной температуры до 30 °C и −4 °C.

Относительная влажность воздуха колеблется от 60 % в период с января по март на 80 % на весь летний период.

Осадки: от 30 мм в январе до 155 мм в июне.

Средняя температура воздуха (день/ночь) от 15/0 °C в январе до 24/16,5 °C в июле.

Период цветения: с декабря по март.
Относится к числу охраняемых видов (первое приложение CITES). 

Красная книга МСОП.

## В культуре
Paph. armeniacum образует столоны до 15 см, на конце которых развивается дочернее растение, что затрудняет его выращивание в горшках. В связи с этим рекомендуется выращивать растения в корзинках из проволочной сетки или деревянных планок.
Температурная группа — умеренная. Если имитировать природные условия, то растения следует содержать при следующих температурах: летом 23—24 °C днем и 16—17 °C ночью; зимой 15—16 °C днем и 0—2°С ночью. По некоторым источникам растения могут зимовать при более высоких ночных температурах 8-10 °C. Для успешного цветения обязателен перепад температур день/ночь в 7—10 °C и снижение температуры в зимний период.
По сообщениям некоторых коллекционеров, данный вид легче и скорее зацветает при наличии сезонных и суточных перепадов температур имитирующих природные условия. Адаптация растений к условиям содержания в условиях городской квартиры с минимальными сезонными и суточными перепадами температур возможна, но может занять около двух лет.
Освещение: яркий рассеянный свет (18000—25000 люкс).
Основные компоненты субстрата: см. статью Paphiopedilum.
рН 7.48-7.9.
Некоторые авторы считают Paph. armeniacum кальцефилом. При поливе мягкой водой в грунт рекомендуется добавлять известняковую гальку. Если используемая для полива вода жесткая, кальций-содержащие добавки не нужны.
Частота полива подбирается таким образом, что бы субстрат внутри горшка успевал почти полностью просохнуть, но не успел высохнуть полностью. В зимнее время полив сокращают.
При накоплении в субстрате солей, рост растений замедляется. 
Не все растения цветут каждый год.
В период роста каждую неделю или каждые две недели вносится 1/4—1/2 рекомендуемой дозы минеральных удобрений для орхидей. Весной и летом рекомендуется использовать удобрения с высоким содержанием азота, если растения высаживают в субстрат состоящий из одной коры. Осенью вносят удобрения с преобладанием фосфора, что стимулирует будущее цветение. В течение зимы удобрения не используются.
Некоторые известные клоны:
- Paph. armeniacum 'Candor Starson' HCC/AOS
- Paph. armeniacum var. F Mark (album) 'Candor Excalibur' AM/AOS
- Paph. armeniacum 'RainForest' AM/AOS

Вид активно используется в гибридизации.
 Лучшие первичные гибриды Paph. armeniacum получаются при скрещивании с другими членоми той же самой секции или с мультицветочными видами (Paph. rothschildianum, Paph.philippinense или Paph. praestans). Но даже в этом случае, некоторые растения отказываются цвести или производят не правильно сформированные цветы. При скрещивании с видами из других групп пропорции дефектных гибридов более серьёзны.

## Некоторые первичныегибриды(грексы)
- Armeni White 1987 — armeniacum × delenatii (пыльца)
- Arsand Shigeta 1998 — armeniacum (пыльца) × sanderianum
- Canary Waltz 1993 — armeniacum (пыльца) × chamberlainianum
- Doll Star 1988 — armeniacum (пыльца) × sukhakulii
- Dollgoldi 1988 — armeniacum (пыльца) × rothschildianum
- Fumi’s Gold 1991 — armeniacum (пыльца) × concolor
- Wossner Armiday 1996 — armeniacum × dayanum (пыльца)
- Franz Glanz 1993 — armeniacum × emersonii (пыльца)
- Golden Diamond 1989 — armeniacum × fairrieanum (пыльца)
- Mary Ott 1994 — armeniacum (пыльца) × glaucophyllum
- Paph Kiryu 1989 — armeniacum (пыльца) × godefroyae
- Karyol Vaughn’s Gold 1995 — armeniacum × haynaldianum (пыльца)
- Lady Trouble 1989 — armeniacum (пыльца) × hookerae
- Norito Hasegawa 1992 — armeniacum (пыльца) × malipoense
- Michael Gibson 1993 — armeniacum × mastersianum (пыльца)
- Fumi’s Delight 1994 — armeniacum × micranthum (пыльца)
- Wossner Vollmond 1991 — armeniacum (пыльца) × niveum
- Michael Tibbs 1995 — armeniacum × philippinense (пыльца)
- Golddollar 1988 — armeniacum (пыльца) × primulinum
- Wossner Stonarmi 1993 — armeniacum (пыльца) × stonei
- Wossner Goldmarie 1995 — armeniacum × victoria-mariae (пыльца)
- Wossner Armeregina 1994 — armeniacum (пыльца) × victoria-regina
- Wossner Armenigold 1996 — armeniacum × adductum (пыльца)
- Wossner Bellarmi 1992 — armeniacum (пыльца) × bellatulum
- Wossner Armeniglan 1996 — armeniacum (пыльца) × glanduliferum
- Wossner Kolarmi 1997 — armeniacum (пыльца) × kolopakingii